# Пілгрім (архієпископ Кельна)
Пілгрім (нім. Pilgrim von Köln; д/н — 25 серпня 1036) — церковний та державний діяч Священної Римської імперії, 16-й архієпископ Кельна в 1021—1036 роках.

## Життєпис
Походив з впливового баварського роду Арібонидів. Син Хадальгоха IV, графа в Ізенгау. Його мати ймовірно належала до баварського роду Пілгрімидів. Замолоду був присвячений до церковної служби. Здобув освіту в школі при соборі в Зальцбурзі, де архієпископом був стрийко Гартвіг. Згодом став каноніком зальцбурзького собору.
1015 року стає членом королівської капели (придворної церковної ради). 1016 року Пілгрім стає першим пробством кафедрального собору в Бамберзі. Був прихильником імператора Генріха II, який призначив Пілгріма архіканцлером Італії. Невдовзі здійснив подорож до північної Італії, де спробував замирити прихильників нещодавно поваленого Ардуїна I, короля Італії, з імператором Генріхом II. Дії були успішними, внаслідок чого італійська знать визнала імператора королем Італії, відправивши 1017 року на рейхстаг посольство. 1018 року за клопотанням Пілгріма імператор звільнив останніх італійських заручників.
1021 року за сприяння імператора обирається архієпископом Кельнським. 1022 року очолив одну з частин імператорського війська під час походу на південь Італії. Спочатку виступив проти абатства Монте-Кассіно, абат якого Атенульф був ворожим до імператора. Змусив Атенульфа втекти до візантійських володінь. Потім діяв проти капуанського князя Пандульфа IV, який перейшов на бік Візантійської імперії. Капую після нетривалої облоги було захоплено, Пандульфа IV повалено й відправлено до Німеччини. Слідом за цим було взято в облогу Салерно. Місцевий князь Гваймар III визнав владу Священної Римської імперії, передавши як заручника сина-спадкоємця Гваймара. Не чекаючи облоги, підкорився Сергій IV, дука Неаполю, який також надав заручників. Вплинув на імператора, щоб той затвердив Капуанським князем Пандульфа V. Втім спроба захопити місто-фортецю Троя виявилася невдалою.
За цим рушив до Риму, де отримав від папи римського Бенедикта VIII паллій на підтвердження посади Кельнського архієпископа та посаду Апостольського бібліотекаря. 1024 року завершено зведення базиліки Св. Апостолів у Кельні. 1023 року брав участь у перемовинах між імператором Генріхом II і Робертом II Капетингом, королем Франції.
1024 року після смерті Генріха II підтримав разом з Тьєррі I, герцогом Верхньої Лотарингії, претендента Конрада Молодого. Тому не взяв участь в обранні новим імператором представника Салічної династії Конрад II. Втім невдовзі швидко визнав останнього, коронувавши дружину імператора Ґізелу в Кельні, чого відмовлявся робити Арібо, архієпископ Майнца. Після цього намагався замирити імператора з Гоцело I, герцогом Нижньої Лотарингії, але марно.
Підтримав клюнійську реформу. Невдовзі заснував абатство Св. Миколая в Браувайлері, частину ченців для якого перевів з монастиря Стабло. 1027 року був учасником Франкфуртського синоду, де розглядалися стосунки Гальдесгаймського абатства і Майнцького архієпископства. Того ж року отримав право карбувати монету в Кельні.
1028 року в Аахені Пілгрім коронував Генріха, спадкоємця імператорської корони, як короля Німеччини. Також було закріплено, що королів Німеччини повинні коронувати лише архієпископи Кельна. 1029 року вступив у суперечку за землі між Рейном і Руром з Софією I, абатисою монастирів в Ґандерсгайм і Ессені.
1031 року домігся поєднання посади архіканцлера Італії і архієпископа Кельна для своїх наступників. 1034 року надав монастирю Св. Миколая в Браувайлері частину подвір'я в Кельні з сусідніми будинками. Також розширив Апостольське абатство в Кельні. 1035 року виступив проти передачі Конраду Молодому герцогства Каринтія. Помер раптово у Неймегені в 1036 році під час весілля Генріха III, короля Німеччини.